# Школьные хроники Анжелы
«Школьные хроники Анжелы» (с англ. — «Ja’mie: Private School Girl»; досл. — «Джемей: девушка из частной школы») — австралийский комедийный сериал 2014 года. Автор идеи, сценарист, режиссёр и исполнитель главной роли — Крис Лиллей. Сериал снят в его любимой манере —мокьюментари. Собственно сама главная героиня уже ранее появлялась в сериалах «Мы станем героями» и «Школа Саммер Хайтс».

## Сюжет
В центре сюжет молодая девушка, отличница и староста частной школы Анжела (в оригинале — Джемей), жизнь которой кардинально меняется после того, как она возвращается в родную школу для девочек «Гилмор» после программы по обмену студентами.

## В ролях
- Крис Лиллей — Анжела Кинг
- Лестер Эллис мл. — Митчелл
- Джорджи Дженнингс — Мэдисон
- Джорджия Трэ — Оливия
- Лаура Грэйди — Имми
- Фиби Робертс — Морган Куртье
- Д’арси Бакберфилд — Алекс Лапински
- Тайла Дуйал — Белла Мансуори
- Мадлен Уорролл — Кортни
- Алекс Купер — Коди
- Джил Теплин — Джил Кинг
- Брэд Бривик — Маркус Кинг

## Релиз
Телевидение
Премьера сериала состоялась в Австралии на телеканале ABC1 23 октября 2013 года. В США сериал начал транслироваться 24 ноября на канале HBO. Российская премьера состоялась 25 ноября на телеканале Amedia, голосом русской Джемей (а точнее Анжелы) стал Александр Гудков.
DVD
| Сериал                    | Детали                 | Релиз          | Релиз        | Релиз          | Дополнения                                                |
| Сериал                    | Детали                 | Регион 1       | Регион 2     | Регион 4       | Дополнения                                                |
| ------------------------- | ---------------------- | -------------- | ------------ | -------------- | --------------------------------------------------------- |
| «Школьные хроники Анжелы» | - 2 диска - 6 эпизодов | 5 августа 2014 | 16 июня 2014 | 28 ноября 2013 | - Вырезанные сцены - Смешные моменты - Закулисные моменты |

## Награды и номинации
| Год  | Премия       | Категория                                  | Номинант                  | Результат |
| ---- | ------------ | ------------------------------------------ | ------------------------- | --------- |
| 2014 | Logie Awards | Самая популярная развлекательная программа | «Школьные хроники Анжелы» | Номинация |
| 2014 | Logie Awards | Самый популярный актёр                     | Крис Лиллей               | Победа    |
| 2014 | Logie Awards | Лучшая роль                                | Крис Лиллей               | Номинация |